# Lindneromyia austraquila
Lindneromyia austraquila är en tvåvingeart som beskrevs av Chandler 1994. Lindneromyia austraquila ingår i släktet Lindneromyia och familjen svampflugor. Inga underarter finns listade i Catalogue of Life.